# ウーマナイザー
「ウーマナイザー」（Womanizer）は、ブリトニー・スピアーズの6作目のスタジオ・アルバム『サーカス』のためにレコーディングされた楽曲である。アルバムからのファースト・シングルとして2008年9月26日にリリースされた。
「ウーマナイザー」は女たらしを意味しており、この楽曲は世界中の国の音楽チャートで商業的に成功を収めている。Nikesha Briscoe並びにプロデュース・チームジ・アウトサイダーズよりRafael Akinyemiがプロデュースと楽曲製作に関わっており、本曲は、デビュー曲「ベイビー・ワン・モア・タイム」以来約10年ぶりとなる米総合シングルチャートBillboard Hot 100第1位を獲得、完全復活を印象付けた。

## リリース日一覧
| 国/地域          | リリース日     | レーベル                     | 規格                                 |
| ---------------- | -------------- | ---------------------------- | ------------------------------------ |
| 世界             | 2008年9月26日  | ソニーBMG/ジャイヴ・レコード | エアプレイ                           |
| ヨーロッパ       | 2008年10月3日  | Sony BMG                     | デジタル・ダウンロード               |
| ニュージーランド | 2008年10月6日  | Sony BMG                     | デジタル・ダウンロード               |
| アメリカ合衆国   | 2008年10月7日  | ジャイヴ・レコード           | デジタル・ダウンロード               |
| アメリカ合衆国   | 2008年12月19日 | ジャイヴ・レコード           | リミックス EP デジタル・ダウンロード |
| オーストラリア   | 2008年10月7日  | Sony BMG                     | デジタル・ダウンロード               |
| オーストラリア   | 2008年10月25日 | Sony BMG                     | シングル（ヴァージョンA）            |
| オーストラリア   | 2008年11月21日 | Sony BMG                     | CDシングル（ヴァージョンB）          |
| イギリス         | 2008年11月2日  | Sony BMG                     | デジタル・ダウンロード               |
| イギリス         | 2008年11月24日 | Sony BMG                     | CDシングル                           |
| ドイツ           | 2008年11月14日 | Sony BMG                     | CD single                            |
| 台湾             | 2008年11月28日 | Sony                         | CDシングル                           |
| フランス         | 2008年12月5日  | Sony BMG                     | CDシングル                           |